# 毕毅
畢毅（1965年—），男，漢族，辽宁丹东人，中华人民共和国軍事、政治人物，中国人民解放军中将，中国共产党党员。湖南省十三屆人大代表。
曾任沈阳军区司令部军训和兵种部部长，第40集团军参谋长。2017年，任第78集团军副军长。2018年，任湖南省军区司令员。2021年，任中央军委训练管理部副部长。
2022年8月13日，在“国际军事比赛-2022”库尔勒赛区开幕式亮相，任陆军办赛领导小组组长，中将军衔，报道称其职务为陆军中将副司令员。2023年7月，转任战略支援部队副司令员。2024年4月，出任新组建的中国人民解放军信息支援部队首任司令员。